# Jaskyňa v Mníchu
Jaskyňa v Mníchu (pol. Jaskinia w Mnichu) – niewielka jaskinia krasowa w masywie Mnícha, na zachodnim skraju Kotliny Liptowskiej na Słowacji. Długość korytarzy 55 m.
Znajduje się w południowo-wschodnich podnóżach masywu, ok. 700 m na południowy zachód od znacznie większej i bardziej znanej Jaskini Liskovskiej.
Jaskinia w Mníchu jest ważnym punktem na archeologicznej mapie Słowacji. Znalezione zostały w niej liczne artefakty z okresu halsztackiego, z czasów rzymskich oraz z okresu średniowiecza. Prace archeologiczne w jaskini nie zostały dotąd (2014 r.) zakończone.

## Ochrona
W 1955 r. jaskinia została objęta ochroną jako pomnik przyrody (słow. prírodná pamiatka). Nie jest udostępniona do zwiedzania.